# Parnassius simonius
Parnassius simonius – wysokogórski gatunek motyla z rodziny paziowatych. Występuje w górach Pamiru, jego zasięg jest ograniczony do gór okalających Dolinę Ałajską. Lokalizacja typowa to Aram-Kungei w Górach Zaałajskich. Spotykany na wysokościach 3 400-4500 m n.p.m. Imagines pojawiają się w lipcu. Gąsienice odżywiają się prawdopodobnie Lagotis decumbens i Veronica luetkeana.
Podgatunki:
- Parnassius simonius simonius
- Parnassius simonius grayi Avinov, 1916
- Parnassius simonius nigrificatus Kreuzberg, 1986
- Parnassius simonius taldicus Gundorov, 1991